# Tây Bahr el Ghazal
Tây Bahr el Ghazal (tiếng Ả Rập: غرب بحر الغزال Gharb Bahr al-Ghazal) là một trong 10 bang của Nam Sudan.
Bang có diện tích 93.900 km2 (36.255 dặm vuông Anh) và là bang ít dân nhất Nam Sudan, theo kết quả điều tra dân số gây tranh cãi của Sudan năm 2008. Bang này thuộc vùng Bahr el Ghazal. Các dân tộc sinh sống ở bang gồm Dinka, Balanda, Luo (Jur), Ndogo, Kresh, và Bai.
Bang này giáp vùng Nam Darfur của Sudan và các tỉnh Haute-Kotto, Haut-Mbomou của Cộng hòa Trung Phi.

## Đơn vị hành chính
Bang Tây Bahr el Ghazal được chia thành các hạt: 

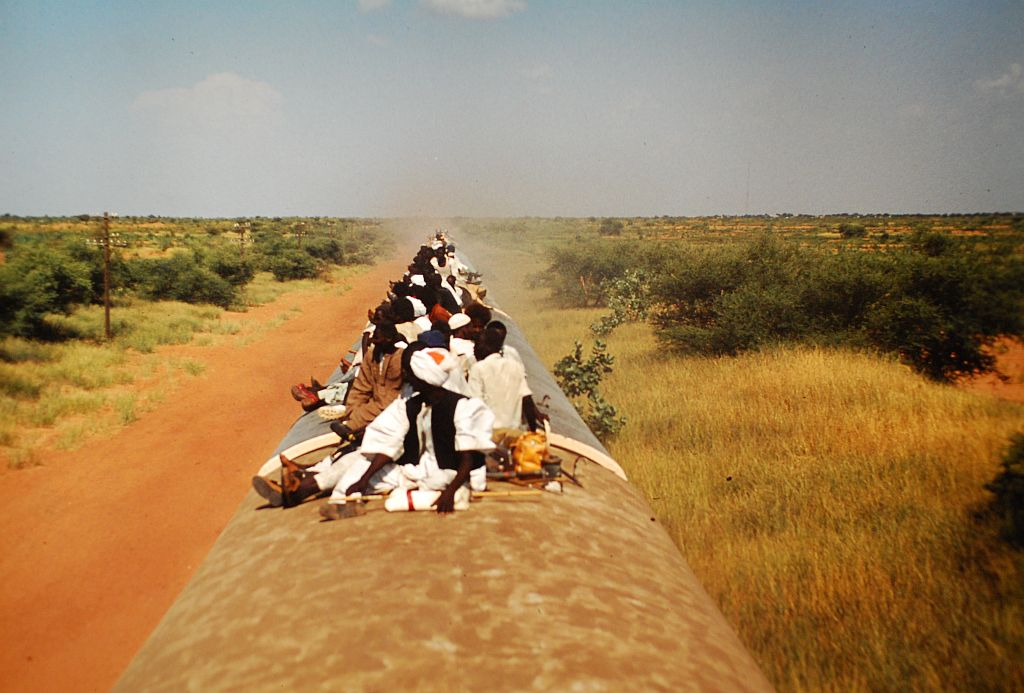
Tàu hỏa ở Tây Bahr el Ghazal

- Boro
- Deim Zubeir
- Ere
- Kata
- Khor Gana
- Naarjur
- Sopo
- Udici
- Wau

## Thành phố thị xã chính
- Wau thủ phủ bang.
- Raga nằm ở phía tây của bang.
- Acongeong nằm ở đông bắc Wau.
- Deim Zubeir nằm ở miền trung bang.